# Hallenhockey-Europameisterschaft der Damen 2002
Die Hallenhockey-Europameisterschaft der Damen 2002 war die elfte Auflage der Hallenhockey-Europameisterschaft der Damen. Sie fand vom 25.–27. Januar in Les Ponts-de-Cé, Frankreich, statt. Titelverteidiger Deutschland setzte sich im Finale mit 14:3 gegen Lettland durch. Slowakei und Schottland stiegen in die "B-EM" ab.

## Vorrunde

### Gruppe A
| Rang | Land        | Tore  | Punkte |
| ---- | ----------- | ----- | ------ |
| 1    | Deutschland | 29:9  | 9      |
| 2    | Frankreich  | 13:10 | 6      |
| 3    | Schottland  | 7:15  | 3      |
| 4    | Slowakei    | 7:22  | 0      |

| Deutschland | – | Frankreich  | 6:4  |
| Schottland  | – | Slowakei    | 3:2  |
| Frankreich  | – | Slowakei    | 4:2  |
| Schottland  | – | Deutschland | 2:8  |
| Frankreich  | – | Schottland  | 5:2  |
| Deutschland | – | Slowakei    | 15:3 |

### Gruppe B
| Rang | Land       | Tore  | Punkte |
| ---- | ---------- | ----- | ------ |
| 1    | Litauen    | 12:9  | 7      |
| 2    | Österreich | 13:13 | 4      |
| 3    | Russland   | 11:12 | 4      |
| 4    | Tschechien | 11:13 | 1      |

| Österreich | – | Tschechien | 4:3 |
| Litauen    | – | Russland   | 3:1 |
| Österreich | – | Russland   | 5:5 |
| Litauen    | – | Tschechien | 4:4 |
| Litauen    | – | Österreich | 5:4 |
| Russland   | – | Tschechien | 5:4 |

## Halbfinale

### Kleines Halbfinale
| Schottland | – | Tschechien | 0:3 |
| Slowakei   | – | Russland   | 3:7 |

### Großes Halbfinale
| Frankreich  | – | Litauen    | 1:2  |
| Deutschland | – | Österreich | 20:1 |

## Platzierungsspiele

### Spiel um Platz 7
| Schottland | – | Slowakei | 2:3 |

### Spiel um Platz 5
| Russland | – | Tschechien | 3:5 |

### Spiel um Platz 3
| Österreich | – | Frankreich | 2:4 |

### Finale
| Deutschland | – | Litauen | 14:3 |